# Le Club des 5, le film
Pour plus de détails, voir Fiche technique et Distribution.
Le Club des 5, le film (titre original : Fünf Freunde) est un film allemand réalisé par Mike Marzuk (de), sorti en 2012.
Il s'agit d'une adaptation contemporaine de la série de livres Le Club des cinq d'Enid Blyton.
En France, le film est sorti directement en VOD le 12 mars 2014.

## Synopsis
George, qui s'appelle en réalité Georgina, mais qui préfèrerait être un garçon, reçoit pendant les vacances la visite de ses cousins Julian et Dick et de sa cousine Anne. La fille excentrique n'a vraiment aucun désir pour cette connexion familiale forcée. Elle préfère aller avec son père Quentin à l'île rocheuse, où il aimerait développer davantage l'utilisation technique de la photosynthèse pour la production d'énergie dans son laboratoire secret. Ce n'est que lorsque les trois vacanciers libèrent Timmy, le chien de George, d'une grotte qu'elle se fait des amis avec eux. Dans cette caverne, ils découvrent une cachette avec une radio et entendent une conversation qui suggère que le père Georges va être kidnappé et son invention volée. Quand ils reviennent avec la police du village, toutes les traces sont enlevées. Par conséquent, les quatre enfants ensemble avec leur ami animal Timmy enquêtent par leurs propres moyens. Avant que les vrais gangsters soient submergés sur l'île rocheuse, l'invention de Quentin peut être sauvée.

## Fiche technique
- Titre : Le Club des 5, le film
- Titre original : Fünf Freunde
- Réalisation : Mike Marzuk (de) assisté de Jason M. Wiedenfeld et de Lucie Höfferer
- Scénario : Peer Klehmet, Sebastian Wehlings (de)
- Musique : Wolfram de Marco (de)
- Direction artistique : Uwe Berthold
- Costumes : Silke Faber
- Photographie : Bernhard Jasper (de)
- Son : Quirin Böhm
- Montage : Tobias Haas (de)
- Production : Ewa Karlström, Andreas Ulmke-Smeaton (de)
- Société de production : SamFilm (de)
- Société de distribution : Constantin Film
- Pays d'origine :  Allemagne
- Langue : allemand
- Format : Couleur - 1,85:1 - Dolby - 35 mm
- Genre : Aventure
- Durée : 89 minutes
- Dates de sortie :
  -  Allemagne : 26 janvier 2012.

## Distribution
- Quirin Oettl (de) : Julian Kirrin
- Justus Schlingensiepen (de) : Dick Kirrin
- Neele Marie Nickel (de) : Anne Kirrin
- Valeria Eisenbart (de) : George Kirrin
- Coffey : Timmy
- Anja Kling : Fanny Kirrin
- Michael Fitz : Quentin Kirrin
- Anna Böttcher (de) : Mme Miller
- Armin Rohde : Peters, un policier
- Johann von Bülow : Hansen, un policier
- Anatole Taubman : Agent Peter Turner
- Alwara Höfels (de) : Luna, documentariste animalier
- Elyas M'Barek : Vince, documentariste animalier
- Marcus Harris (de) : Le concierge

## Histoire
Le film s'appuie sur les romans Le Club des cinq et le Trésor de l'île et Le Club des cinq joue et gagne. Il montre donc des similitudes avec la mise en œuvre du premier récit de l'adaptation en série télévisée des années 1970. L'aventure de Le Club des cinq et le Trésor de l'île servira de base à Le Club des 5 : L'île des pirates. Marcus Harris, l'interprète de Julian dans la série télévisée, fait un caméo.
Le film fait fin janvier 2012 environ 173 000 entrées puis en juin 2012, dépasse un million de spectateurs.

## Source de la traduction
- (de) Cet article est partiellement ou en totalité issu de l’article de Wikipédia en allemand intitulé « Fünf Freunde (2012) » (voir la liste des auteurs).